# Ghusa
Ghusa (en népalais : घुसा) est un comité de développement villageois du Népal situé dans le district de Darchula. Au recensement de 2011, il comptait 1 532 habitants.